# Biserica de lemn din Șoimușeni

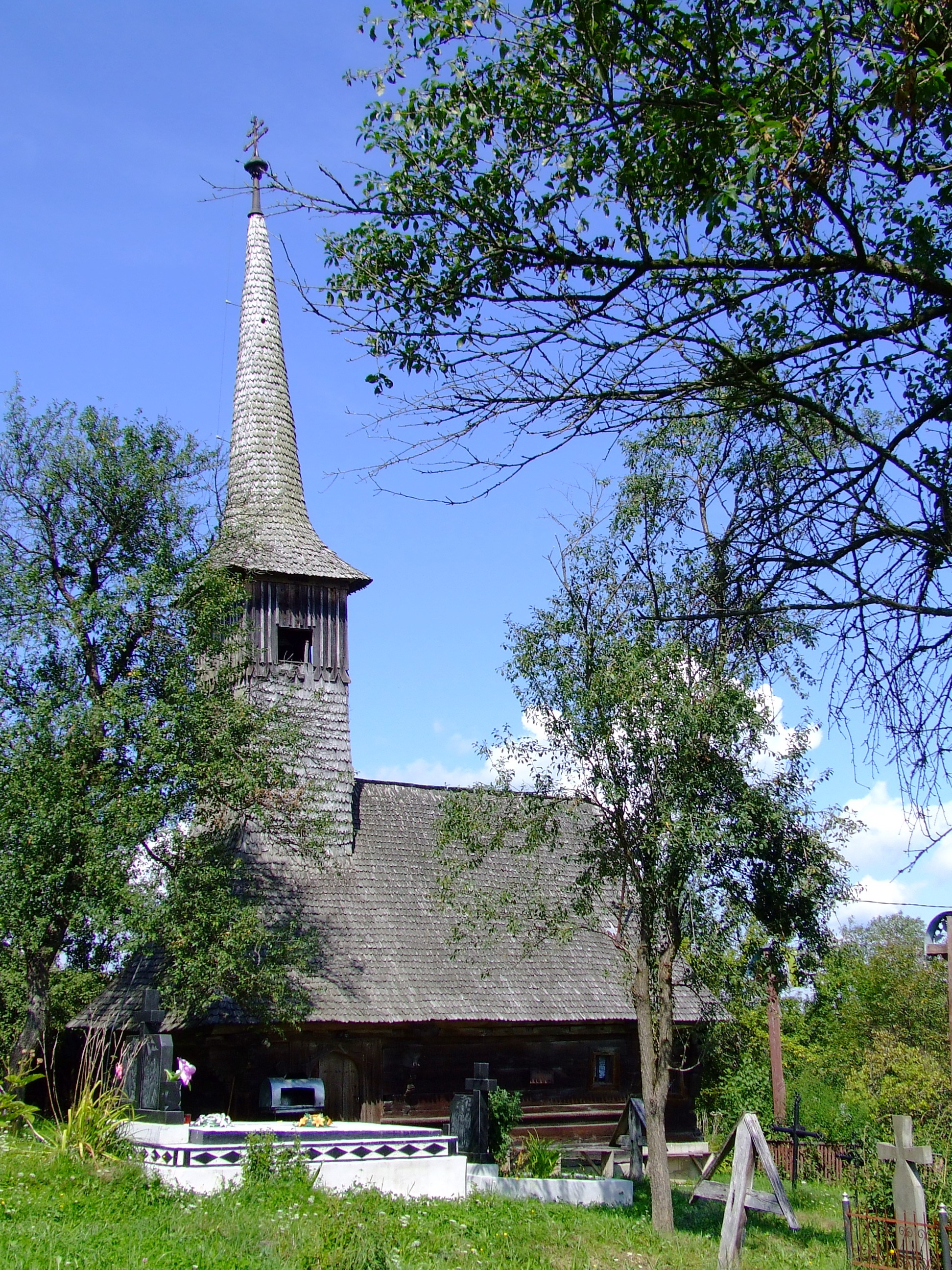
Biserica de lemn din Șoimușeni

Biserica de lemn din Șoimușeni se află în localitatea omonimă din județul Sălaj și a fost adusă, conform tradiției, din Fericea, Maramureș în secolul 19. O inscripție din 1863 consemnează pictarea ei, vreme în care biserica era deja strămutată pe locul ei actual. Biserica se află pe noua listă a monumentelor istorice sub codul LMI:  SJ-II-m-A-05131.

## Istoric
Peste intrarea în naos s-a aflat o pisanie de la încheierea lucrărilor de zugrăvire din 1863, astăzi acoperită de o pictură nouă, cu următorul conținut: „In Annuo 1863 szupt parochiu Demian Stefan și fiukurator Porumb Georgie și fet Porumb Petre.”